# Миљијабруна Векија (Кунео)
Миљијабруна Векија је насеље у Италији у округу Кунео, региону Пијемонт.
Према процени из 2011. у насељу је живело 42 становника. Насеље се налази на надморској висини од 245 м.